# Triphora santamariensis
Triphora santamariensis là một loài thực vật có hoa trong họ Lan. Loài này được Portalet mô tả khoa học đầu tiên năm 2006.